# Paraduba siwiensis
Paraduba siwiensis är en fjärilsart som beskrevs av Tite 1963. Paraduba siwiensis ingår i släktet Paraduba och familjen juvelvingar. Inga underarter finns listade i Catalogue of Life.